# Accalathura gigantissima
Accalathura gigantissima är en kräftdjursart som beskrevs av Gary C.B. Poore 1981. Accalathura gigantissima ingår i släktet Accalathura och familjen Leptanthuridae. Inga underarter finns listade i Catalogue of Life.